# Чемпионат СССР по хоккею с шайбой 1953/1954 (составы)
Составы команд, участвовавших в чемпионате СССР по хоккею с шайбой 1953/54.

## 1. «Динамо»
Вратари: Карл Лиив, Александр Осмоловский, Николай Уланов.

Защитники: Николай Алексушин (3 заброшенных шайбы), Виталий Костарев (6), Анатолий Молотков (1), Виктор Тихонов (6), Олег Толмачёв (4).

Нападающие: Анатолий Егоров (6), Виктор Климович (19), Юрий Крылов (14), Валентин Кузин (15), Борис Петелин (18), Александр Солдатенков (2), Александр Уваров (24), Владимир Ишин.

Старший тренер: Аркадий Чернышёв.

## 2. ЦДСА
Вратари: Григорий Мкртычан, Николай Пучков.

Защитники: Александр Виноградов, Павел Жибуртович (3), Генрих Сидоренков (1), Николай Сологубов (12), Иван Трегубов (6), Дмитрий Уколов (3).

Нападающие: Евгений Бабич (14), Юрий Баулин (3), Всеволод Бобров (15), Владимир Брунов (16), Александр Комаров (16), Юрий Копылов (8), Владимир Новожилов, Юрий Пантюхов (5), Александр Черепанов (17), Виктор Шувалов (20).

Старший тренер: Анатолий Тарасов.

## 3. «Зенит»
Вратари: Борис Запрягаев, Василий Чепыжев.

Защитники: Анатолий Кострюков, Альфред Кучевский (7), Револьд Леонов, Николай Нилов (1), Николай Паршин (2), Александр Прилепский (1), Борис Седов.

Нападающие: Василий Аксёнов (3), Михаил Бычков (19), Алексей Гурышев (30), Пётр Котов (5), Юрий Масленников (4), Сергей Митин (7), Николай Хлыстов (13).

Старший тренер: Владимир Егоров.

## 4. ДО Ленинград
- вр Литовко, Станислав Яковлевич
- вр Пецюкевич, Валериан Устинович
- защ Баев, Пётр Семёнович
- защ Богданов, Владимир
- защ Жоголь, Анатолий Иосифович
- защ Карпов, Николай Иванович
- защ Никифоров, Альберт Владимирович
- защ Рыжов, Михаил Иванович
- нап Бекяшев, Беляй Абдуллович
- нап Викторов, Анатолий Семёнович
- нап Волков, Евгений Александрович
- нап Галбмиллион, Григорий Яковлевич
- нап Елесин, Виктор Иванович
- нап Иванов, Иван Михайлович
- нап Локтев, Константин Борисович
- нап Погребняк, Владимир Владимирович
- нап Тараканов, Александр Иванович

Старший тренер: Анатолий Викторов.

## 5. Клуб имени Карла Маркса
- вр Ёркин, Евгений Михайлович
- вр Смирнов, Владимир Александрович
- защ Зотов, Николай Фёдорович
- защ Курдюмов, Юрий Николаевич
- защ Немецкий, Анатолий Иванович
- защ Сафронов, Алексей Степанович
- защ Сеглин, Анатолий Владимирович
- нап Грачёв, Виктор Иванович
- нап Гребенников, Владимир Алексеевич
- нап Гримм, Константин Сергеевич
- нап Ефремов, Владимир
- нап Захаров, Валентин Алексеевич
- нап Мурашкин, Юрий Павлович
- нап Пряжников, Виктор Романович
- нап Степанов, Леонид Николаевич (II)
- нап Хомяков, Виктор Владимирович

Старший тренер: Анатолий Сеглин.

## 6. «Даугава» Рига
- вр Спундиньш, Имант
- защ Богданов, Сергей Яковлевич
- защ Витолиньш, Харий Юрьевич
- защ Егерс, Альфонс Фрицевич
- защ Никлас, Арвидс
- защ Полис, Бруно
- нап Антонов, Алексей
- нап Баурис, Элмар Альфредович
- нап Бульзгис, Ромуальд
- нап Муравьев, Анатолий Васильевич
- нап Огерчук, Лев Андреевич
- нап Ронис, Карлис
- нап Фирсов, Михаил Яковлевич
- нап Шульманис, Вальдемар Вилисович

Старший тренер: Эдгарс Клавс.

## 7. «Авангард» Челябинск
- вр Ребянский, Борис Кириллович
- вр Середкин, Евгений
- защ Гальперин, Исаак Иосифович
- защ Глушков, Борис Павлович
- защ Захватов, Сергей Иванович
- защ Семёнов, Борис Иванович
- защ Сорокин, Олег Михайлович
- защ Столяров, Виктор Иванович
- нап Данилов, Альберт Петрович
- нап Документов, Рудольф Николаевич
- нап Женишек, Георгий Владимирович
- нап Захаров, Николай Иванович
- нап Иванов, Геннадий Иванович
- нап Линяев, Николай Андреевич
- нап Соколов, Виктор Евгеньевич
- нап Черненко, Николай Иванович
- нап Шестаев, Аркадий Александрович

Старший тренер: Виктор Карелин.

## 8. «Динамо» Ленинград
- вр Иванов, Андрей
- вр Котов, Олег
- защ Васильев, Владимир Георгиевич
- защ Никифоров, Лев Александрович
- защ Соловьев, Валерий
- защ Татьков, Евгений Иванович
- нап Барышев, Виктор
- нап Быстров, Валентин Александрович
- нап Колокольников, Олег Николаевич
- нап Лапин, Франц Иванович
- нап Сальников, Сергей Иванович
- нап Субботин, Евгений Владимирович
- нап Фёдоров, Василий Петрович
- нап Фёдоров, Константин Егорович
- нап Шкодин, Виктор

Старший тренер: Владимир Лапин.

## 9. «Динамо» Свердловск
- вр Пинягин, Эдуард
- вр Чекасин, Павел
- защ Баев, Александр Вениаминович
- защ Ершов, Игорь Николаевич
- защ Петров, Пётр Фёдорович
- защ Степанов, Леонид Николаевич (I)
- нап Бунин, Анатолий Степанович
- нап Ефимов, Владимир Иванович
- нап Мишин, Лев Павлович
- нап Осинцев, Михаил Семёнович
- нап Потанин, Владимир
- нап Сааль, Юрий Александрович
- нап Семкин, Геннадий Александрович
- нап Уфимцев, Сергей Васильевич
- нап Чиквин, Владимир
- нап Чуриков, Борис Иванович
- нап Шкляев, Владимир Авенирович

Старший тренер: Георгий Фирсов.